# Finn Tveter
Finn Ivan Tveter (Oslo, 1947. november 19. – Haslum, 2018. július 30.) olimpiai ezüstérmes norvég evezős.

## Pályafutása
Az 1970-es világbajnokságon kormányos négyesben bronzérmet szerzett. Részt vett az 1972-es müncheni olimpián, ahol kormányos négyesben a 9. helyen végzett. Az 1976-os montréali olimpián ezüstérmet szerzett kormányos nélküli négyesben. A civil életben jogászként tevékenykedett.

## Sikerei, díjai
- Olimpiai játékok
  - ezüstérmes: 1976, Montréal (kormányos nélküli négyes)
- Világbajnokság
  - bronzérmes: 1970 (kormányos négyes)